# مبادله نامتمرکز
صرافی‌های غیرمتمرکز (DEX) نوعی مبادله رمزارز است که به شما امکان می‌دهد معاملات مستقیم ارز رمزنگاری شده نظیر به نظیر به‌صورت آنلاین و بدون نیاز به واسطه انجام شود.
یک صرافی غیرمتمرکز(Decentralized Exchange) که به اختصار DEX نامیده می‌شود، پلتفرمی است که کاربران می‌توانند به تبادل ارزهای دیجیتال بپردازند با این تفاوت که در این صرافی‌ها نیاز به نظارت و کنترل شخص ثالث وجود ندارد. به عبارت دیگر کنترل، نگهداری و ذخیره‌سازی ارزهای دیجیتال کاملاً توسط کاربران انجام می‌گیرد و صرافی کنترلی بر روی دارایی‌های کاربران ندارد.

## امنیت
امنیت DEXها در بالاترین حد ممکن است و به دلیل اجرا شدن در بستر بلاکچین عملاً غیرقابل هک هستند. این در حالی است که صرافی‌های متمرکز، کلیدهای خصوصی کیف پول‌ها را بر روی سرورهای خود یا سرورهای شخص ثالث که تعداد زیادی کلید در آنجا نگه داری می‌شود، ذخیره می‌کنند؛ و به این ترتیب خطر هک شدن در کمین چنین سرویس‌هایی است.

## اشکالات
به دلیل نداشتن فرایند KYC و همچنین نبود راهی برای بازگرداندن تراکنش‌های انجام شده کاربران می‌بایست بیشترین دقت را در حفظ کلیدهای خصوصی خود داشته باشند.